# Петров, Александр Дмитриевич (химик)
Алекса́ндр Дми́триевич Петро́в (1895—1964) — советский учёный, химик-органик, член-корреспондент Академии наук СССР (1946). Основные труды учёный посвятил исследованиям в области органического синтеза. Создал метод высокотемпературного синтеза кремнийорганических мономеров.

## Биография
Родился 16 (28) августа 1895 года в Петербурге в семье служащего.
В 1913 году закончил реальное училище А. С. Черняева в Петербурге, в 1916 году — юнкерское училище в Павловске. Вскоре был призван в армию и с ноября 1916 по февраль 1917 годов был прапорщиком Запасного пехотного полка, который дислоцировался в Оренбурге. С февраля по октябрь 1917 года — слушатель Высшей военно-химической школы Петрограда. После Октябрьской революции, с ноября 1917 по июнь 1918 года служил на Кавказском фронте в качестве начальника противогазового отряда. В сентябре 1918 года стал добровольцем РККА и был направлен в Петроградское отделение Высшей химической школы.
В 1922 году окончил Петроградский университет, ученик А. Е. Фаворского. В 1925—1930 годах Петров работал в Химической ассоциации Академии наук СССР, а также в Лаборатории высоких давлений АН СССР в Ленинграде. В 1931—1932 годах работал по совместительству директором Ленинградского сланцевого института. В 1935 году ему без защиты диссертации была присуждена учёная степень доктора химических наук за исследования по катализу при высоких температурах и давлениях, а в январе 1936 года учёный был утверждён в звании профессора. 
С 1943 года — профессор Московского химико-технологического института им. Д. И. Менделеева. С 1946 года (до конца жизни) — заведующий кафедрой нефтехимического синтеза Московского химико-технологического института им. Д. И. Менделеева. С 1947 года — заведующий лабораторией института органической химии Академии наук СССР. Был членом Русского физико-химического, Немецкого, Французского и Американского химических обществ.
В начале Великой Отечественной войны персонал Ленинградского химико-технологического института был эвакуирован в Казань, а А. Д. Петров остался в осаждённом Ленинграде как ответственный за сохранностью оставшегося в городе имущества института.
Увидев сбитый над Ленинградом немецкий самолёт, Петров проанализировал в своей лаборатории отобранные из его бензобаков образцы горючего и выяснил, что использовавшийся немцами авиационный бензин замерзает при −14°С. Эта информация была доложена командованию ВВС Северо-Западного фронта. 6 ноября температура воздуха упала ниже −20°С, и полк советских бомбардировщиков произвёл бомбёжку немецкого аэродрома, воспользовавшись тем, что топливо в бензосистеме немецких самолётов замёрзло. Тем самым была предотвращена запланированная немецким командованием на 7 ноября бомбардировка Ленинграда.
Вскоре А. Д. Петров был эвакуирован домой в Москву и с 1943 года до конца своей жизни работал и преподавал в Московском химико-технологическом институте.
Умер 31 января 1964 года в Москве. Похоронен на Новодевичьем кладбище (6 участок, 3 ряд).

## Награды и премии
- орден Ленина (1953)
- орден Трудового Красного Знамени (10.06.1945)
- медали
- Сталинская премия второй степени (1947) — за научные исследования в области синтеза углеводородов моторных топлив, завершающиеся работами: «О каталитической гидродимеризации ацетилена под атмосферным давлением», «О зависимости антидетоционных свойств и температур застывания углеводородов дизельных топлив от их структуры» (1946)
- Премия имени С. В. Лебедева (1947)
- Премия Всесоюзного химического общества им. Д. И. Менделеева (1943, 1962)

## Семья
Жена — Людмила Николаевна Петрова, сыновья — Александр (род. 1924) и Дмитрий (род. 1927).